# Fujicolor
Fujicolor Sverige AB är en av de större leverantör i Sverige av foto. Sedan juni 2006 utför Fujicolor Sverige framkallning och kopiering via sitt systerbolag i Kiel, Tyskland. Fujicolor Sverige AB ägs av Fuji Photo Film och grundades 1947.